# 泰晤士河警察
泰晤士河警察（英语：Thames River Police），又名水上警察部队（英语：Marine Police Force），是英国最早的现代警察部队。1798年7月2日由商人帕特里克·柯洪与海员约翰·哈里奥特创立，目标为打击泰晤士河频发的强盗抢劫商船与谋杀船员案件。1839年，泰晤士河警察并入了伦敦警察厅（Metropolitan Police Service），成为了后者的水上警察单位。

## 起源
在18世纪，泰晤士河成为繁忙的运河，大量的商船来往于此。但聚集于此的强盗对货物造成巨大威胁，据估计这些货物每年的损失高达500,000英镑。1798年，帕特里克·柯洪与约翰·哈里奥特决定组建一支防卫力量以抵挡强盗的威胁，他们成功的说服了西印度种植委员会与商队出资进行组建警队实验此方案可行性。

## 执法
泰晤士河警察组建后的前六个月处境是相当艰难的，他们受到了强盗的憎恨，约2000人曾冲击过这个新组建的警队，警员Harriott成功平息了骚乱，但警员Gabriel Franks在骚乱中殉职。一年后，泰晤士河的犯罪持续下降，泰晤士河警察挽救了约122000英镑的货物并救下数人，因此名声大噪。1800年7月28日，英国政府通过《1800年泰晤士河掠夺法案》（Depredations on the Thames Act 1800），泰晤士河警察由私人安保组织转为行政执法机构。